# Sønderborg
Sønderborg (en allemand : Sonderburg ; en français : Sonderbourg) est une commune danoise de la région du Danemark du Sud issue de la réforme communale de 2007. Sønderborg résulte de la fusion des anciennes communes d’Augustenborg, Broager, Gråsten, Nordborg, Sønderborg, Sundeved et Sydals. Elle comptait 74 561 habitants en 2019, pour une superficie de 496,57 km2.

## Géographie
Sønderborg est une ville danoise dans l’ancien amt (département) du Sud Jutland. Une partie de la ville se trouve sur l’île d’Als, l’autre sur le continent (Jutland), les deux étant reliées par un pont. Ce port de l'Alssund est particulièrement bien abrité. La ville accueille l'un des campus de l'University of Southern Denmark (SDU). Le siège de la société Danfoss se trouve à Nordborg.

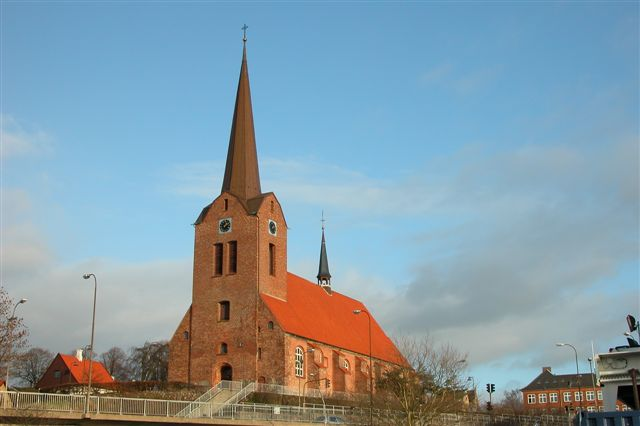
L'église Sainte-Marie.
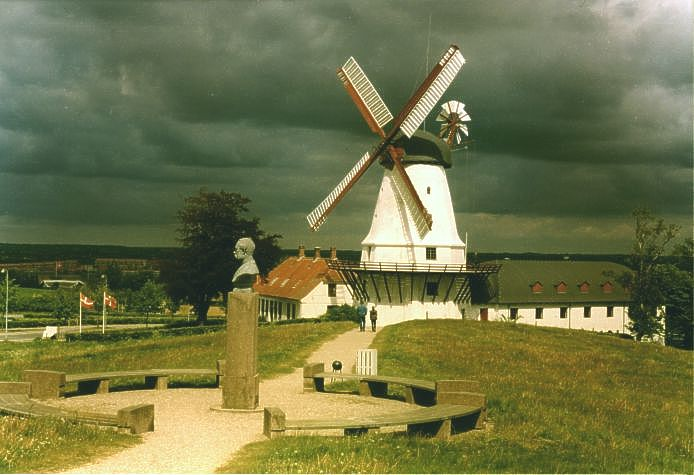
Le moulin Dybbøl.
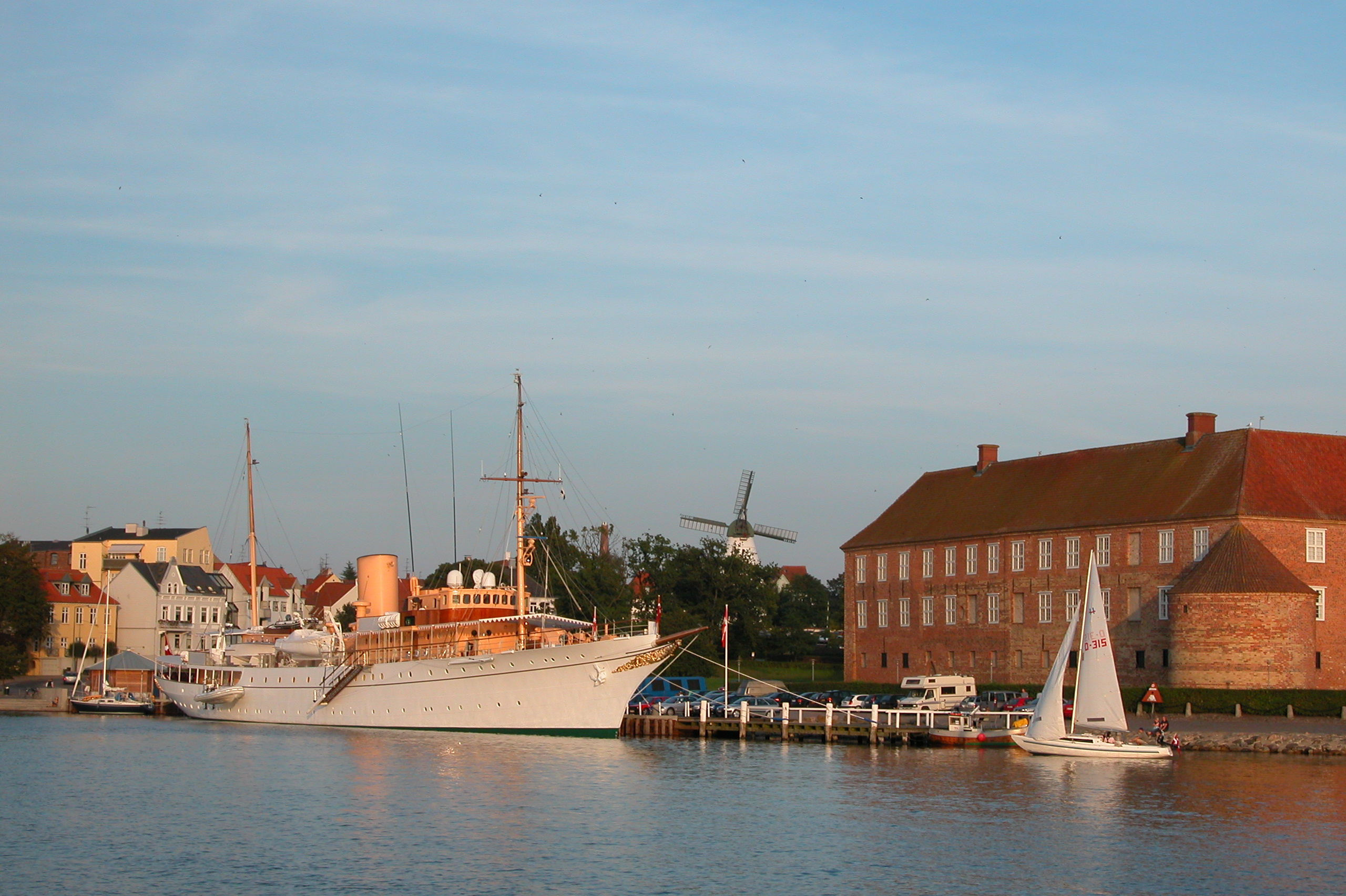
Le château de Sønderborg et le yacht royal Dannebrog.

## Sport
- SønderjyskE Håndbold (handball)

## Personnalités liées à la commune
- Niels Christiansen (1966-), chef d'entreprise, notamment président-directeur général de The Lego Group dès 2017.